# Otakar Binar
Otakar Binar (17. června 1931 Jaroměř – 20. května 2024 Liberec) byl český akademický architekt.

## Život
Po druhé světové válce se rok učil zedníkem, ale pak nastoupil na libereckou střední průmyslovou školu stavební, po jejímž dokončení pracoval v Československé správě silnic v Turnově. V letech 1952–1958 vystudoval Vysokou školu uměleckoprůmyslovou v Praze v ateliéru vedeném profesorem Josefem Grusem. Po jejím dokončení pracoval deset let v Krajském projektovém ústavu pro výstavbu měst a vesnic v Liberci, odkud odešel jako spoluzakládající člen do SIALu. Od roku 1972 do roku 1990 působil ve Stavoprojektu Liberec a téhož roku se do SIALu vrátil. Od roku 1998 byl činný v soukromé projektové činnosti. Spolupracoval na projekci ještědského televizního vysílače, pro který navrhoval vybavení interiérů.

## Dílo
- 1963 – Kino Máj, Doksy
- 1967 – Spoluautor čs. pavilonu EXPO 67, Montreal
- 1973 – Interiéry hotelu a vysílače na Ještědu
- 1976–1981 – Budova Okresního výboru KSČ, dnes Základní umělecká škola Česká Lípa, tzv. Bílý dům
- 1986 – Kolonáda v Teplicích